# 奧利維耶·埃舒阿夫尼
奧利維耶·埃舒阿夫尼（法語：Olivier Echouafni；1972年9月13日—），是法国前职业足球运动员。埃舒阿夫尼曾為法甲球队OGC Nice效力，擔任中场。

## 教练生涯
埃舒阿夫尼曾任法乙球队索肖的经理，因爲赛季开局不佳而被球隊免职。 
2016年9月9日，埃舒阿夫尼被任命为法国女足主教练，接替菲利普·貝杰羅。 
2018年，埃舒阿夫尼擔任巴黎圣日耳曼女子足球队主教练。